# Leonardo Henke
Leonardo Henke (Curitiba, 14 de dezembro de 1905 - 23 de abril de 1986), foi um poeta brasileiro, membro da Academia Paranaense de Letras, do Centro de Letras do Paraná, da Academia de Letras José de Alencar e funcionário aposentado do Banco do Estado do Paraná.

## Biografia[2]
Nasceu em Curitiba, filho de Emílio Henke e de Dona Almerinda Pedrelli.
Foi escolhido em 1983, pela SENAP, "Destaque em Literatura", tendo sido aclamado por unanimidade pelas academias e centros literários, "Príncipe dos Poetas do Paraná". Poliglota, possui vários dos seus trabalhos traduzidos. Escreveu contos e ensaios, publicados em revistas e jornais, muitos deles lidos em emissoras de rádio.
Poeta festejado, guarda críticas inspiradoras de famosos poetas universais, como Guilherme de Almeida - O Príncipe dos Poetas Brasileiros, de saudosa memória: "Poesia que representa exceção honrosa em nossas letras"; Mário Gonçalves Viana, Acadêmico Português - Lisboa: "Leonardo Henke é Poeta Brasileiro de Estirpe, representante do lirismo luso-brasileiro, nas suas mais altas expressões de beleza e espiritualidade", e, finalmente, Pedro Gussen - Chevalier de L'Ordre du Mérite Scientífique - Paris: "Somente um grande Mestre da Poesia, dotado de invejável virtuosismo, poderia plasmar esses versos olímpicos. São tantas as expressões que combinam em elogiosas verdades, que seria necessário muito tempo para transcrevê-las todas".

## Obra literária[2]

### Poesia
- Primeiras Rimas (1932)
- Cântico das Horas (1956)
- Cantigas do Entardecer (1961)
- Poemas da Terra e do Homem (1965)
- Pedras do Meu Garimpo (1949)
- Poemas da Tarde (1977)
- Ponteios (1979)
- Prelúdios e Oferendas (1980)
- Acrósticos (1983)

### Prosa
- Saúde e Longevidade pela Alimentação (1981)